# PTT Pattaya Open 2013
PTT Pattaya Open 2013 - професійний жіночий тенісний турнір, який проходив на відкритих хардових кортах готелю Дусіт Тані в місті Паттайї (Таїланд) з 26 січня по 3 лютого 2013 року як частина серії International в рамках туру WTA 2013. Це було 22-ге за ліком подібне змагання.

## Учасниці основної сітки в одиночному розряді

### Сіяні
| Країна            | Гравчиня          | Рейтинг1 | сіяна |
| ----------------- | ----------------- | -------- | ----- |
| Сербія            | Ана Іванович      | 13       | 1     |
| Росія             | Марія Кириленко   | 15       | 2     |
| Китайський Тайбей | Сє Шувей          | 27       | 3     |
| Румунія           | Сорана Кирстя     | 29       | 4     |
| Німеччина         | Сабіне Лісіцкі    | 36       | 5     |
| Словаччина        | Даніела Гантухова | 44       | 6     |
| Росія             | Олена Весніна     | 47       | 7     |
| Велика Британія   | Гезер Вотсон      | 50       | 8     |

- 1 Рейтинг станом на 14 січня 2013 року

### Інші учасниці
Нижче наведено учасниць, які отримали вайлд-кард на участь в основній сітці:
- Даніела Гантухова
- Луксіка Кумхун
- Варатчая Вонгтінчай

Нижче наведено гравчинь, які пробились в основну сітку через стадію кваліфікації:
- Акгуль Аманмурадова
- Бетані Маттек-Сендс
- Анастасія Родіонова
- Анастасія Севастова

### Знялись з турніру
До початку турніру
- Полона Герцог
- Роміна Опранді
- Лора Робсон
- Віра Звонарьова

### Retirements
- Тімеа Бабош  (хворобу шлунково-кишкового тракту)
- Ірина-Камелія Бегу (травма правого плеча)
- Даніела Гантухова (запаморочення)

## Учасниці основної сітки в парному розряді

### Сіяні
| Країна            | Гравчиня            | Країна            | Гравчиня     | Рейтинг1 | сіяна |
| ----------------- | ------------------- | ----------------- | ------------ | -------- | ----- |
| Китайський Тайбей | Чжан Кайчжень       | USA               | Ваня Кінґ    | 90       | 1     |
| Нова Зеландія     | Марина Еракович     | Велика Британія   | Гезер Вотсон | 108      | 2     |
| Китайський Тайбей | Чжань Хаоцін        | Китайський Тайбей | Чжань Юнжань | 110      | 3     |
| USA               | Бетані Маттек-Сендс | Ізраїль           | Шахар Пеєр   | 114      | 4     |

- 1 Рейтинг станом на 14 січня 2013 року

### Інші учасниці
Нижче наведено учасниць, які отримали вайлд-кард на участь в основній сітці:
- Ноппаван Летчівакарн /  Ксенія Палкіна
- Ніча Летпітаксінчай /  Пеангтарн Пліпич

Наведені нижче пари отримали місце як заміна:
- Варатчая Вонгтінчай /  Варуня Вонгтінчай

### Знялись з турніру
До початку турніру
- Чжен Сайсай (особисті причини)

Під час турніру
- Тімеа Бабош (хворобу шлунково-кишкового тракту)

## Переможниці

### Одиночний розряд
- Марія Кириленко —  Сабіне Лісіцкі, 5–7, 6–1, 7–6(7–1)

### Парний розряд
- Кіміко Дате /  Кейсі Деллаква —  Акгуль Аманмурадова /  Олександра Панова, 6–3, 6–2